# Craterul Monturaqui
Craterul Monturaqui este un crater de impact meteoritic în Chile. Acesta este situat la sud de Salar de Atacama, în regiunea Antofagasta.

## Date generale

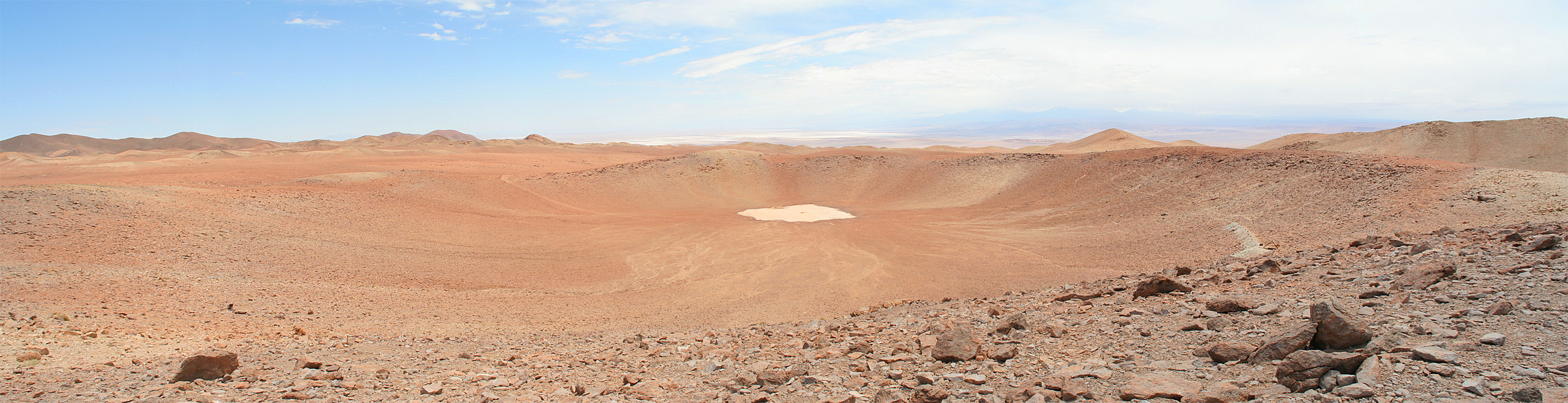
Craterul Monturaqui

Acesta are 350 m–370 m în diametru, aproximativ 34 m adâncime. Vârsta sa este estimată la aproximativ 660,000 ani (Pleistocen). Craterul este expus la suprafață.